# Toni Pezo
Toni Pezo (Spalato, 14 febbraio 1987) è un ex calciatore croato, di ruolo centrocampista.

## Palmarès

### Competizioni nazionali
- Campionato bosniaco: 1

Zrinjski Mostar: 2013-2014